# Mallosia galinae
Mallosia galinae es una especie de escarabajo longicornio del género Mallosia, tribu Phytoeciini, subfamilia Lamiinae. Fue descrita científicamente por Danilevsky en 1990.

## Descripción
Mide 19,5-34 milímetros de longitud.

## Distribución
Se distribuye por Azerbaiyán, Cáucaso y Georgia.